# Centre Parroquial de Sant Pere de Ribes
El Centre Parroquial de Sant Pere de Ribes, edifici centenari propietat de la Parròquia de Sant Pere (Bisbat de Sant Feliu), és regit actualment per l'Associació Centre Parroquial sense ànim de lucre. Constituïda per una massa social, amb l'objectiu de fomentar la cultura mitjançant el teatre, el cinema, el cant coral, l’esplai, el lleure, sardanes, la música, entre altres activitats.

## L'Edifici
Edifici cantoner situat a la plaça Marcer de Ribes. És de planta rectangular, consta de planta baixa i pis i té la coberta a dues vessants amb el carener perpendicular a la façana. El cos de la planta baixa s'obre de cara la plaça amb el portal i dos finestrals d'arc escarser arrebossat, entre els quals hi ha quatre pilastres intercalades. El nivell superior està constituït per un cos de menors dimensions, pel que l'espai lliure que hi ha a la part frontal i posterior està habilitada com a terrassa transitable. Aquesta està delimitada amb balustrada, des d'on arrenquen unes columnetes amb capitells d'estil jònic que descansen sobre les pilastres del frontis. A la façana lateral hi ha dues columnes més; totes elles sostenen una pèrgola. La façana principal d'aquest nivell consta de tres obertures d'arc pla arrebossat, sobre les quals hi ha un òcul. El revestiment del frontis és arrebossat i pintat de color blanc, amb els elements de suport i les cornises de color gris. La resta de façanes presenta murs d'obra vista i de paredat comú, amb les obertures d'arc escarser ceràmic.
El Catàleg de Protecció del Patrimoni Històric-Artístic del Pla General d'Ordenació Urbana de l'any 2001 en protegeix la façana.

## Història
(1924-1932)
Per iniciativa de mossèn Pere Claver Soler i Valls, un 28 de setembre de 1924 s'obre el CENTRE PARROQUIAL com un nou espai parroquial amb l'objectiu de donar cabuda a activitats culturals i de lleure entre els feligresos... i esportives.
Inicialment es construeix una planta formada pel vestíbul, sala de butaques i escenari amb vestuaris sota aquest. Fou el 1932 que es completà l'edificació amb una planta superior constituïda per un saló-cafè i un despatx. Donant a la façana l'aspecte actual d'estil noucentista.
La Congregació Mariana i les Filles de Maria son les entitats que gestionaran l'edifici. Entre les activitats que realitzaran, destacaran el teatre, la música amb el cant coral i Els Pastorets.
(1932-1936)
Dins el període de la 2a república, l'edifici passa anomenar-se CENTRE SOCIAL. És la seu de la Federació de Joves Cristians de Catalunya (FJCC o Fejoc). Creen una biblioteca al saló-cafè. El cant coral, les caramelles, l'esbart dansaire, les sardanes, teatre, futbol, bàsquet, escacs i ping-pong son les activitats que s'hi realitzen.
El primer cinema data de 1934, on hi haurà les projeccions de cinema mut.
(1936-1939)
Durant la Guerra Civil espanyola, inicialment fou confiscat pel POUM, passant per Esquerra Republicana de Catalunya i finalment per l'exercit republicà on hi instal·laren una impremta. Degut a La Retirada, l'edifici fou cremat, quedant parcialment enrunada la sala de teatre.
(1943-1948)
En aquests anys de post-guerra, només queden practicables el vestíbul i el primer pis on s'hi desenvolupa el gruix de les activitats. Llavors neix l'entitat FAE (Fe, Art i Esplai) que organitzarà activitats culturals i esportives tals com teatre, caramelles, ballades de sardanes, curses ciclistes o tirs al plat...
(1948-1970)
En la dècada dels 50, el Centre Parroquial disposava de varies seccions que hi organitzaven activitats com teatre, Els Pastorets, caramelles, esplai, colònies, concursos de fotografia i pessebres.
El mal estat en que quedaren les instal·lacions, obligà el 1957 a reconstruir la sala de teatre. Abans, però, per Sant Pere de 1955, s'inaugura una pista esportiva darrera l'edifici i el 1959 s'inaugura el cinema en cinemascop, fins a l'any 1975.
A la pista esportiva, coneguda ara com el Pati, s'hi van realitzar durant molts anys competicions esportives de les seccions de bàsquet (l'actual Club Basquet Ribes), hoquei (l'actual Ribes Club Patí) i futbol-sala, ja que en la postguerra era l'únic lloc del municipi que reunia les condicions per a practicar-hi aquests esports.
(1971-1979)
A principis de la dècada dels 70s, una part del grup de joves que hi realitzava activitats, davant la no entesa amb el Consell Parroquial a l'hora de constituir-se com a una entitat, provoca que el 1972, aquests fundessin inicialment la Societat Recreativa i Cultural de Sant Pere de Ribes que esdevindria l'actual GER Entitat Cultural i Esportiva.
El 1973 es crea el Club d'Amics del Centre CAC, en que s'organitzen independentment del Consell parroquial, en tres seccions: Esports, Cultura i Esbarjo, i Teatre.
Els darrers anys del CAC, una gran part dels seus membres, entren en conflicte amb el rector, i el 1980 funden el Centre Social Ribetà, per esdevenir finalment amb l'entitat Els Xulius-CSR.
(1982-1996)
Després d'un petit parèntesis després de la última escissió, es crea una nova junta directiva que reprendran les activitats de teatre, esplai, els pastorets i les colònies. Destaquen també les Sarsueles. Fins que després de 2 presidències, s'acaba dissolent.
En aquest temps, es realitza una adequació important de la sala, es crea una caixa escènica i s'habiliten uns nous vestuaris.
(1996-en l'actualitat)
Comença una nova etapa que ens portarà fins al moment actual. On es potencien les activitats de teatre, pastorets i esplai, com la Lírica, el cant Coral i les Sardanes, el Campionat de Truc...
És una etapa en que gràcies a la constant aportació de diners de les administracions públiques (per exemple la de 2009 per part de l'Ajuntament) i de recursos propis, es comença una reforma integral de l'edifici per adequar-lo a la normativa vigent tant pel que fa a seguretat i evacuació, i confortabilitat. Cal destacar l'ampliació del vestíbul i l'escenari, prolongació de l'edifici dels vestuaris, construcció d'un magatzem nou, la climatització de la sala de teatre...
Bona part de l'oferta cultural del Centre Parroquial ha girat al voltant del teatre i de les representacions de Els Pastorets. El Centre Parroquial compta amb una de les principals seccions que és la de teatre anomenada Grup Bell-Lloc, nom que va adquirir el grup de teatre del Centre Parroquial l'any 1998. Forma part de la Federació de Grups de Teatre Amateur de Catalunya i de la Coordinadora de Grups de Teatre Amateur del Barcelonès. Els principals esdeveniments que organitza són: Els Pastorets de Ribes, la Mostra de Teatre Amateur i les estrenes teatrals durant l'any. El grup Xiroi és una altra de les principals seccions, la d'esplai. Altres seccions de més recent creació són el Grup Levare, de cant coral i la sardanista anomenada Rotllana Ribetana.

## Cinema Ribes
El 1934 es va inaugurar la sala de cinema del Centre Parroquial, però amb l'esclat de la Guerra Civil i els desperfectes que patí la sala hagué de tancar les portes. El 1959 es recuperà el cinema en format cinemascop aprofitant unes antigues màquines procedents del Retiro de Sitges, però el 1975 entrà en crisi i ja sols es van projectar pel·lícules de forma esporàdica durant uns pocs anys. El 16 de setembre de 2016 es recuperava la sala de cinema gràcies a un acord a 3 bandes entre la parròquia, l'Associació Centre Parroquial i el Cineclub Sitges.
Actualment el cinema està gestionat per la cooperativa sense ànim de lucre, Cinema4you.